# Sacha Distel
Alexandre Distel, conocido como Sacha Distel (París, 29 de enero de 1933 - Rayol-Canadel-sur-Mer, 22 de julio de 2004), fue un guitarrista de jazz, compositor y cantante francés. 

## Biografía
Sobrino de Ray Ventura, comenzó siendo guitarrista de jazz y actuó junto a Dizzy Gillespie y Tony Bennett. 
Debutó como cantante en 1958 en el casino de Argel. Se definió como cantante crooner, al modo de Bennett y Frank Sinatra, llegando a actuar en el famoso programa de televisión The Ed Sullivan Show. Solía cantar en francés aunque también tiene canciones versionadas en inglés y español.
Después de un mediatizado idilio con Brigitte Bardot, se casó en 1963 con la esquiadora francesa Francine Bréaud, con la que tuvo dos hijos. En sus años jóvenes también se le atribuyó un romance con Dionne Warwick.
En 1962 compuso la canción "La Belle Vie" para el filme de Roger Vadim Les Sept Péchés capitaux. Fue uno de sus mayores éxitos y alcanzó gran popularidad en Estados Unidos en una versión en inglés cantada por Tony Bennett. Años después, Distel experimentó el caso contrario: versionó una canción ajena famosa en aquel país, "Raindrops Keep Fallin' on My Head", y llegó al top 10 en el Reino Unido, donde la grabación original apenas había entrado en listas.
Consiguió hacerse famoso en el Reino Unido y llegó a presentar una gala de Miss Mundo en Londres. En 1980 actuó en el Palacio de Buckingham en una fiesta por el 80.º cumpleaños de la reina madre Isabel del Reino Unido, madre de Isabel II. En esos años versionó en francés varios éxitos del pop, como "I Just Called to Say I Love You" de Stevie Wonder. 
En 1985 sufrió un accidente junto a Chantal Nobel, la heroína de la teleserie Châteauvallon. Chantal Nobel gravemente herida quedó discapacitada; Distel, herido levemente, fue condenado a un año de prisión por heridas causadas involuntariamente.
En 2001, en Londres, obtuvo el papel principal de la versión francesa de la comedia musical Chicago.
Sumamente popular en su país, fue honrado en 1997 con el título de Caballero de la Legion d'Honneur.